# Ankililoakamijn
De Ankililoakamijn is een mijn in Madagaskar. De mijn is gelegen in de regio Melaky. Het herbergt met een geschatte 368 miljoen ton erts met 6% titanium een van de grootste voorraden titanium van Madagaskar.